# Lan tím
 #DA70D6 
Màu lan tím (orchid) là màu tía từ nhạt đến sáng; (từ màu hồng ánh xám đến tía cho tới màu tía ánh đỏ mạnh. Có tên gọi này là do nó rất gần với màu hoa của một số cây lan (họ Orchidaceae), chẳng hạn như Laelia furfuracea và Ascocentrum pusillum, là những loại có cánh hoa có sắc màu tím nhạt.

## Tọa độ màu
```
Số Hex
 = #DA70D6

RGB
 (r, g, b) = (218, 112, 214)

CMYK
 (c, m, y, k) = (0, 49, 2, 15)

HSV
 (h, s, v) = (302, 49, 85)
```